# Multitude
Multitude ou multidão é um conceito da sociologia significando qualquer agrupamento humano contendo um número grande de indivíduos atuando ao mesmo tempo, não necessariamente em comum, dentro de um ambiente sócio-cultural, político, econômico e/ou financeiro. 

## Características
Uma multidão pode ser ou não organizada, podendo também ter ou não características em comum (como liderança por ex.)  com outras definições e formas de agrupamento humano como público, população e massas. Assim, uma multidão também possui características como anonimato, comportamento comum e proximidade física entre seus membros.
Usado pela primeira vez por Maquiavel, uma das definições de multidão foi promovida fundamentalmente por Spinoza, diferenciando-se da noção de povo de Hobbes (esta dominante até os nosso dias). A diferença básica, neste caso, é que se em Hobbes a concepção do conjunto de cidadãos é simplificada como uma unidade, um corpo único com vontade única ou  que reúna os requisitos necessários para ser considerada como povo; o conceito de multidão tem natureza múltipla.
O conceito de multidão não raro muda ou é adaptado conforme os objetivos ou crenças do intelectual que o define, seja um socialista contemporâneo como Toni Negri ou um conservador do século XIX como Gustave Le Bon. Novos autores, como Jaqueline Gomes de Jesus, têm buscado atualizar o estudo do conceito, por meio da aplicação de conceitos da Sociologia em interação com os da Psicologia Social.